# Nomisia poecilipes
Nomisia poecilipes är en spindelart som beskrevs av Lodovico di Caporiacco 1939. Nomisia poecilipes ingår i släktet Nomisia och familjen plattbuksspindlar.
Artens utbredningsområde är Etiopien. Inga underarter finns listade i Catalogue of Life.